# Gauri Sankar
Gauri Sankar  (devanagari: गौरी शंकर, gaurī śankar, Gauri Shankar; chin.: 赤仁玛峰, pinyin: Chìrénmǎ Fēng; tbet.: Jomo Tseringma) este un munte din Himalaya situat la granița dintre China și Nepal. Vârful cel mai înalt fiind „Rolwaling Himal” cu altitudinea de 7.134 m deasupra n.m.. Incercări nereușite de escaldaare a muntelui au avut loc în anii 1950 și 1960, prima escaladare reușită a fost realizată de John Roskelley și Dorje în anul 1979. Datorită erorii făcute de cercetătorul german Hermann von Schlagintweit, care după povestirile localnicilor a crezut că a ajuns la Mount Everest, până la mijlocul secolului XIX s-a crezut mai ales în Germania că Gaurisankar, cum era muntele numit de localnici este cel mai înalt munte din lume.

## Vezi și
- Listă de munți din China